# Magnetisk feltstyrke
|  | Sammenskrivningsforslag Artiklen Magnetisk feltstyrke er foreslået føjet ind i Magnetfelt. (Siden december 2021) Diskutér forslaget |

Den magnetiske feltstyrke , er et udtryk for, hvordan et magnetfelt med magnetisk flukstæthed  påvirker organisationen af magnetiske dipoler i et givet medium, herunder dipol-migration og magnetisk dipol-reorientering. Relationen til permeabilitet er
hvor permeabiliteten μ er en skalar, hvis mediet er isotropt og en tensor af anden orden for et anisotropt medium.
I almindelighed er permeabilitet ikke en konstant, men kan variere med positionen i mediet, frekvensen af det anvendte felt, fugtigheden, temperaturen og andre parametre. I et ikke-lineært medium kan permeabiliteten afhænge af det magnetiske felts styrke. Permeabilitet som funktion af frekvens kan have reelle eller komplekse værdier. I ferromagnetiske materialer udviser forholdet mellem  og  både ikke-linearitet og hysterese:  er ikke en funktion af  med en enkelt værdi, men afhænger også af materialets magnetiske historie. For sådanne materialer kan det være hensigtsmæssigt at betragte permeabilitetstilvæksten, der defineres som
.
Denne definition er nyttig ved undersøgelse af ikke-lineære materialers opførsel gennem lokal linearisering, for eksempel med anvendelse af Newton-Raphson-iteration. Herved kan man følge den skiftende magnetiske mætning af et magnetisk kredsløb.
I SI-systemet har - og -feltet hhv. enhederne ampere pr. meter og tesla: